# 31e législature du Canada

La distribution des sièges lors de la du Canada.

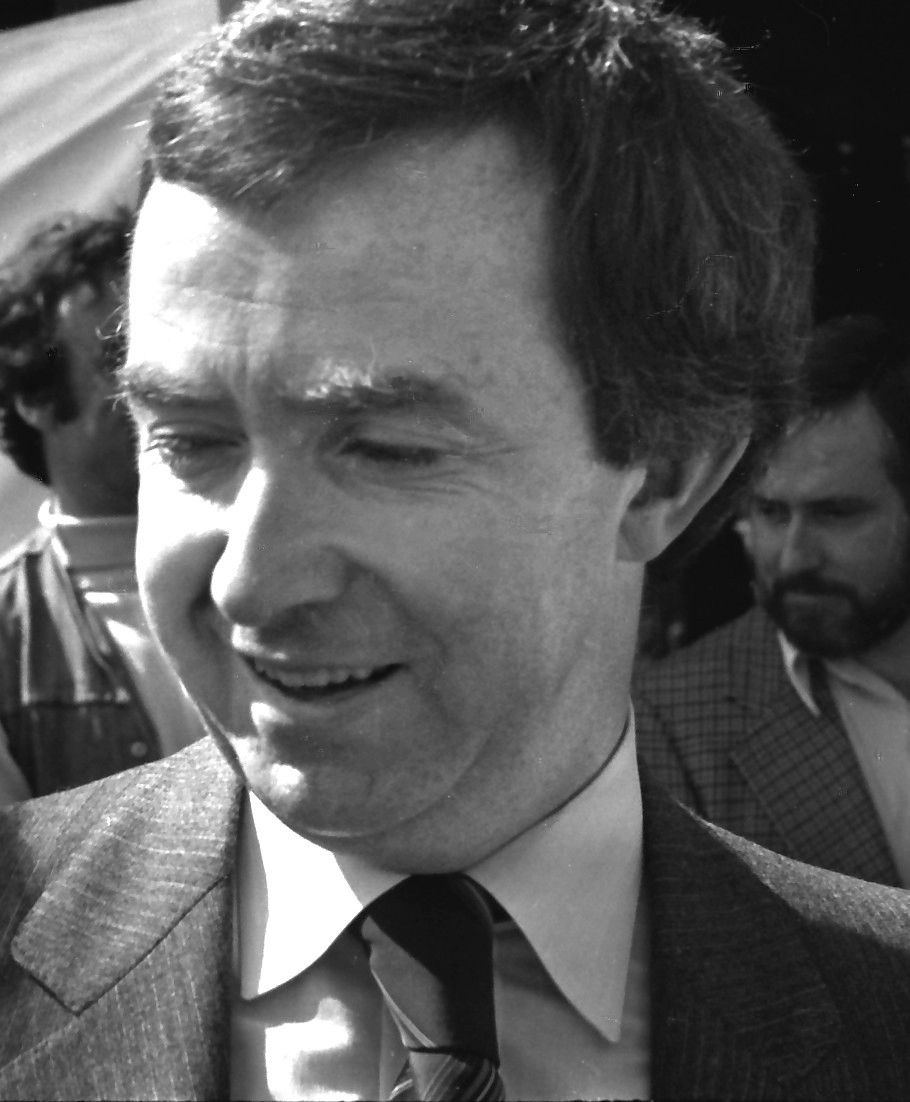
Joe Clark est Premier ministre durant la.

La 31e législature du Canada est brièvement en session du 9 octobre au 14 décembre 1979.  
Sa composition est déterminée par les élections de 1979, tenues le 22 mai 1979, et est dissoute lorsqu'une motion de censure provoque la chute du gouvernement et les élections de 1980. Avec seulement 66 jours en fonction et 9 mois entre les deux élections, la 31e législature est la plus courte dans l'histoire parlementaire canadienne. 
La législature est contrôlée par une minorité parlementaire détenue par le Parti progressiste-conservateur et son chef Joe Clark. L'opposition officielle est représentée par le Parti libéral, dirigé par Pierre Elliott Trudeau.
Le président de la Chambre est James Alexander Jerome.
Voici l'unique session parlementaire de la 31e législature :
| Session | Début          | Fin              |
| ------- | -------------- | ---------------- |
| 1re     | 9 octobre 1979 | 14 décembre 1979 |

## Liste des députés

### Alberta
| Circonscription      | Circonscription | Nom                    | Parti |
| -------------------- | --------------- | ---------------------- | ----- |
| Athabasca            |                 | Paul Yewchuk           | PC    |
| Bow River            |                 | Gordon Taylor          | PC    |
| Calgary-Centre       |                 | Harvie Andre           | PC    |
| Calgary-Est          |                 | John Kushner           | PC    |
| Calgary-Nord         |                 | Eldon Woolliams        | PC    |
| Calgary-Ouest        |                 | Jim Hawkes             | PC    |
| Calgary-Sud          |                 | John William Thomson   | PC    |
| Crowfoot             |                 | Arnold Malone          | PC    |
| Edmonton-Est         |                 | William Yurko          | PC    |
| Edmonton-Nord        |                 | Steve Paproski         | PC    |
| Edmonton-Ouest       |                 | Marcel Lambert         | PC    |
| Edmonton-Sud         |                 | Douglas Roche          | PC    |
| Edmonton—Strathcona  |                 | David Kilgour          | PC    |
| Lethbridge—Foothills |                 | Blaine Thacker         | PC    |
| Medicine Hat         |                 | Bert Hargrave          | PC    |
| Peace River          |                 | Ged Baldwin            | PC    |
| Pembina              |                 | Peter Elzinga          | PC    |
| Red Deer             |                 | Gordon Towers          | PC    |
| Vegreville           |                 | Don Mazankowski        | PC    |
| Wetaskiwin           |                 | Kenneth Schellenberger | PC    |
| Yellowhead           |                 | Joe Clark              | PC    |

### Colombie-Britannique
| Circonscription              | Circonscription | Nom                      | Parti |
| ---------------------------- | --------------- | ------------------------ | ----- |
| Burnaby                      |                 | Svend Robinson           | NPD   |
| Capilano                     |                 | Ron Huntingdon           | PC    |
| Cariboo—Chilcotin            |                 | Lorne Greenaway          | PC    |
| Comox—Powell River           |                 | Raymond Skelly           | NPD   |
| Cowichan—Malahat—Les Îles    |                 | Don Taylor               | PC    |
| Esquimalt—Saanich            |                 | Donald Munro             | PC    |
| Fraser Valley East           |                 | Alexander Patterson      | PC    |
| Fraser Valley-Ouest          |                 | Robert Wenman            | PC    |
| Kamloops—Shuswap             |                 | Don Cameron              | PC    |
| Kootenay-Est—Revelstoke      |                 | Stan Graham              | PC    |
| Kootenay-Ouest               |                 | Robert Brisco            | PC    |
| Mission—Port Moody           |                 | Mark Rose                | NPD   |
| Nanaimo—Alberni              |                 | Edward Allan Miller (en) | NPD   |
| New Westminster—Coquitlam    |                 | Pauline Jewett           | NPD   |
| North Vancouver—Burnaby      |                 | Chuck Cook               | PC    |
| Okanagan-Nord                |                 | George Whittaker         | PC    |
| Okanagan—Similkameen         |                 | Frederick King           | PC    |
| Prince George—Bulkley Valley |                 | Robert McCuish           | PC    |
| Prince George—Peace River    |                 | Frank Oberle (père)      | PC    |
| Richmond—Delta-Sud           |                 | Tom Siddon               | PC    |
| Skeena                       |                 | James Fulton             | NPD   |
| Surrey—White Rock—Delta-Nord |                 | Benno Friesen            | PC    |
| Vancouver-Centre             |                 | Arthur Phillips          | PLC   |
| Vancouver-Est                |                 | Margaret Ann Mitchell    | NPD   |
| Vancouver Kingsway           |                 | Ian Waddell              | NPD   |
| Vancouver Quadra             |                 | Bill Clarke              | PC    |
| Vancouver-Sud                |                 | John Fraser              | PC    |
| Victoria                     |                 | Allan McKinnon           | PC    |

### Île-du-Prince-Édouard
| Circonscription | Circonscription | Nom              | Parti |
| --------------- | --------------- | ---------------- | ----- |
| Cardigan        |                 | Wilbur MacDonald | PC    |
| Egmont          |                 | David MacDonald  | PC    |
| Hillsborough    |                 | Thomas McMillan  | PC    |
| Malpeque        |                 | Melbourne Grass  | PC    |

### Manitoba
| Circonscription      | Circonscription | Nom                    | Parti |
| -------------------- | --------------- | ---------------------- | ----- |
| Brandon—Souris       |                 | Walter Dinsdale        | PC    |
| Churchill            |                 | Rodney Murphy          | NPD   |
| Dauphin              |                 | William Gordon Ritchie | PC    |
| Lisgar               |                 | Jack Murta             | PC    |
| Portage—Marquette    |                 | Charles Mayer          | PC    |
| Provencher           |                 | Jake Epp               | PC    |
| Selkirk              |                 | Terry Sargeant         | NPD   |
| Saint-Boniface       |                 | Robert Bockstael       | PLC   |
| Winnipeg-Nord        |                 | David Orlikow          | NPD   |
| Winnipeg-Nord-Centre |                 | Stanley Knowles        | NPD   |
| Winnipeg—Assiniboine |                 | Dan McKenzie           | PC    |
| Winnipeg—Birds Hill  |                 | Bill Blaikie           | NPD   |
| Winnipeg—Fort Garry  |                 | Lloyd Axworthy         | PLC   |
| Winnipeg—St. James   |                 | Bob Lane               | PC    |

### Nouveau-Brunswick
| Circonscription          | Circonscription | Nom              | Parti |
| ------------------------ | --------------- | ---------------- | ----- |
| Carleton—Charlotte       |                 | Fred McCain      | PC    |
| Fundy—Royal              |                 | Robert Corbett   | PC    |
| Gloucester               |                 | Herb Breau       | PLC   |
| Madawaska—Victoria       |                 | Eymard Corbin    | PLC   |
| Moncton                  |                 | Gary McCauley    | PLC   |
| Northumberland—Miramichi |                 | Maurice Dionne   | PLC   |
| Restigouche              |                 | Maurice Harquail | PLC   |
| Saint-Jean—Lancaster     |                 | Eric Ferguson    | PC    |
| Westmorland—Kent         |                 | Roméo LeBlanc    | PLC   |
| York—Sunbury             |                 | J. Robert Howie  | PC    |

### Nouvelle-Écosse
| Circonscription             | Circonscription | Nom                | Parti |
| --------------------------- | --------------- | ------------------ | ----- |
| Annapolis Valley—Hants      |                 | Pat Nowlan         | PC    |
| Cape Breton Highlands—Canso |                 | Allan MacEachen    | PLC   |
| Cap-Breton—Richmond-Est     |                 | Andrew Hogan       | NPD   |
| Cap-Breton—The Sydneys      |                 | Russell MacLellan  | PLC   |
| Central Nova                |                 | Elmer MacKay       | PC    |
| Cumberland—Colchester       |                 | Robert Coates      | PC    |
| Dartmouth—Halifax-Est       |                 | Michael Forrestall | PC    |
| Halifax                     |                 | George Cooper      | PC    |
| Halifax-Ouest               |                 | Howard Crosby      | PC    |
| South Shore                 |                 | Lloyd Crouse       | PC    |
| South Western Nova          |                 | Charles Haliburton | PC    |

### Ontario
| Circonscription            | Circonscription | Nom                  | Parti |
| -------------------------- | --------------- | -------------------- | ----- |
| Algoma                     |                 | Maurice Foster       | PLC   |
| Beaches                    |                 | Robin Richardson     | PC    |
| Brampton—Georgetown        |                 | John McDermid        | PC    |
| Brant                      |                 | Derek Blackburn      | NPD   |
| Broadview—Greenwood        |                 | Bob Rae              | NPD   |
| Bruce—Grey                 |                 | Gary Gurbin          | PC    |
| Burlington                 |                 | Bill Kempling        | PC    |
| Cambridge                  |                 | Chris Speyer         | PC    |
| Cochrane                   |                 | Keith Penner         | PLC   |
| Davenport                  |                 | Charles Caccia       | PLC   |
| Don Valley-Est             |                 | Sam Wakim            | PC    |
| Don Valley-Ouest           |                 | John Bosley          | PC    |
| Durham—Northumberland      |                 | Allan Lawrence       | PC    |
| Eglinton—Lawrence          |                 | Roland de Corneille  | PLC   |
| Elgin                      |                 | John Wise            | PC    |
| Erie                       |                 | Girve Fretz          | PC    |
| Essex—Kent                 |                 | Robert Daudlin       | PLC   |
| Essex—Windsor              |                 | Eugene Whelan        | PLC   |
| Etobicoke-Centre           |                 | Michael Wilson       | PC    |
| Etobicoke-Nord             |                 | Roy MacLaren         | PLC   |
| Etobicoke—Lakeshore        |                 | Ken Robinson         | PLC   |
| Glengarry—Prescott—Russell |                 | Denis Éthier         | PLC   |
| Grey—Simcoe                |                 | Gus Mitges           | PC    |
| Guelph                     |                 | Albert Fish          | PC    |
| Haldimand—Norfolk          |                 | Bud Bradley          | PC    |
| Halton                     |                 | Otto Jelinek         | PC    |
| Hamilton-Est               |                 | John Carr Munro      | PLC   |
| Hamilton Mountain          |                 | Duncan Beattie       | PC    |
| Hamilton-Ouest             |                 | Lincoln Alexander    | PC    |
| Hamilton—Wentworth         |                 | Geoffrey Scott       | PC    |
| Hastings—Frontenac         |                 | William Vankoughnet  | PC    |
| Huron—Bruce                |                 | Robert McKinley      | PC    |
| Kenora—Rainy River         |                 | John Mercer Reid     | PLC   |
| Kent                       |                 | John Holmes          | PC    |
| Kingston et les Îles       |                 | Flora MacDonald      | PC    |
| Kitchener                  |                 | John Reimer          | PC    |
| Lambton—Middlesex          |                 | Sidney Fraleigh      | PC    |
| Lanark—Renfrew—Carleton    |                 | Paul Dick            | PC    |
| Leeds—Grenville            |                 | Thomas Cossitt       | PC    |
| Lincoln                    |                 | Kenneth Higson       | PC    |
| London-Est                 |                 | Charles Turner       | PLC   |
| London-Ouest               |                 | Judd Buchanan]       | PLC   |
| London—Middlesex           |                 | Nelson Elliott       | PC    |
| Mississauga-Nord           |                 | Alex Jupp            | PC    |
| Mississauga-Sud            |                 | Donald Blenkarn      | PC    |
| Nepean—Carleton            |                 | Walter Baker         | PC    |
| Niagara Falls              |                 | Jake Froese          | PC    |
| Nickel Belt                |                 | John Rodriguez       | NPD   |
| Nipissing                  |                 | Jean-Jacques Blais   | PLC   |
| Northumberland             |                 | George Hees          | PC    |
| Ontario                    |                 | Thomas Fennell       | PC    |
| Oshawa                     |                 | Ed Broadbent         | NPD   |
| Ottawa—Carleton            |                 | Jean-Luc Pépin       | PLC   |
| Ottawa-Centre              |                 | John Evans           | PLC   |
| Ottawa-Ouest               |                 | Kenneth Binks        | PC    |
| Ottawa—Vanier              |                 | Jean-Robert Gauthier | PLC   |
| Oxford                     |                 | Bruce Halliday       | PC    |
| Parkdale—High Park         |                 | Jesse Flis           | PLC   |
| Parry Sound—Muskoka        |                 | Stan Darling         | PC    |
| Perth                      |                 | William Jarvis       | PC    |
| Peterborough               |                 | Bill Domm            | PC    |
| Prince Edward—Hastings     |                 | John Ellis           | PC    |
| Renfrew—Nipissing—Pembroke |                 | Len Hopkins          | PLC   |
| Rosedale                   |                 | David Crombie        | PC    |
| Sarnia                     |                 | Bill Campbell        | PC    |
| Sault Ste. Marie           |                 | Cyril Symes          | NPD   |
| Scarborough-Centre         |                 | Diane Stratas        | PC    |
| Scarborough-Est            |                 | Gordon Gilchrist     | PC    |
| Scarborough-Ouest          |                 | William Wightman     | PC    |
| Simcoe-Nord                |                 | Doug Lewis           | PC    |
| Simcoe-Sud                 |                 | Ronald Stewart       | PC    |
| Spadina                    |                 | Peter Stollery       | PLC   |
| St. Catharines             |                 | Joseph Reid          | PC    |
| St. Paul's                 |                 | Ron Atkey            | PC    |
| Stormont—Dundas            |                 | Ed Lumley            | PLC   |
| Sudbury                    |                 | James Jerome         | PLC   |
| Thunder Bay—Atikokan       |                 | Paul McRae           | PLC   |
| Thunder Bay—Nipigon        |                 | Robert Andras        | PLC   |
| Timiskaming                |                 | Arnold Peters        | NPD   |
| Timmins—Chapleau           |                 | Ray Chénier          | PLC   |
| Trinity                    |                 | Aideen Nicholson     | PLC   |
| Victoria—Haliburton        |                 | William Scott        | PC    |
| Waterloo                   |                 | Walter Maclean       | PC    |
| Welland                    |                 | Gilbert Parent       | PLC   |
| Wellington—Dufferin—Simcoe |                 | Perrin Beatty        | PC    |
| Willowdale                 |                 | Bob Jarvis           | PC    |
| Windsor-Ouest              |                 | Herb Gray            | PLC   |
| Windsor—Walkerville        |                 | Mark MacGuigan       | PLC   |
| York-Centre                |                 | Bob Kaplan           | PLC   |
| York-Est                   |                 | Ron Ritchie          | PC    |
| York-Nord                  |                 | John Gamble          | PC    |
| York-Ouest                 |                 | James Fleming        | PLC   |
| York—Peel                  |                 | Sinclair Stevens     | PC    |
| York—Scarborough           |                 | Paul McCrossan       | PC    |
| York-Sud—Weston            |                 | Ursula Appolloni     | PLC   |

### Québec
| Circonscription                  | Circonscription | Nom                      | Parti |
| -------------------------------- | --------------- | ------------------------ | ----- |
| Abitibi                          |                 | Armand Caouette          | CS    |
| Argenteuil                       |                 | Robert Gourd             | PLC   |
| Beauce                           |                 | Fabien Roy               | CS    |
| Beauharnois—Salaberry            |                 | Gérald Laniel            | PLC   |
| Bellechasse                      |                 | Adrien Lambert           | CS    |
| Berthier—Maskinongé              |                 | Antonio Yanakis          | PLC   |
| Blainville—Deux-Montagnes        |                 | Francis Fox              | PLC   |
| Bonaventure—Îles-de-la-Madeleine |                 | Rémi Bujold              | PLC   |
| Bourassa                         |                 | Carlo Rossi              | PLC   |
| Chambly                          |                 | Raymond Dupont           | PLC   |
| Champlain                        |                 | Michel Veillette         | PLC   |
| Charlesbourg                     |                 | Pierre Bussières         | PLC   |
| Charlevoix                       |                 | Charles Lapointe         | PLC   |
| Châteauguay                      |                 | Ian Watson               | PLC   |
| Chicoutimi                       |                 | Marcel Dionne            | PLC   |
| Dollard                          |                 | Louis R. Desmarais       | PLC   |
| Drummond                         |                 | Yvon Pinard              | PLC   |
| Frontenac                        |                 | Léopold Corriveau        | PLC   |
| Gamelin                          |                 | Arthur Portelance        | PLC   |
| Gaspé                            |                 | Alexandre Cyr            | PLC   |
| Gatineau                         |                 | René Cousineau           | PLC   |
| Hochelaga-Maisonneuve            |                 | Serge Joyal              | PLC   |
| Hull                             |                 | Joseph Isabelle          | PLC   |
| Joliette                         |                 | Roch La Salle            | PC    |
| Jonquière                        |                 | Gilles Marceau           | PLC   |
| Kamouraska—Rivière-du-Loup       |                 | Rosaire Gendron          | PLC   |
| Labelle                          |                 | Maurice Dupras           | PLC   |
| Lac-Saint-Jean                   |                 | Marcel Lessard           | PLC   |
| Lachine                          |                 | Roderick Blaker          | PLC   |
| Langelier                        |                 | Joseph Gilles Lamontagne | PLC   |
| La Prairie                       |                 | Pierre Deniger           | PLC   |
| Lasalle                          |                 | John Campbell            | PLC   |
| Laurier                          |                 | David Berger             | PLC   |
| Laval                            |                 | Marcel-Claude Roy        | PLC   |
| Laval-des-Rapides                |                 | Jeanne Sauvé             | PLC   |
| Lévis                            |                 | Raynald Guay             | PLC   |
| Longueuil                        |                 | Jacques Olivier          | PLC   |
| Lotbinière                       |                 | Richard Janelle          | CS    |
| Louis-Hébert                     |                 | Dennis Dawson            | PLC   |
| Manicouagan                      |                 | André Maltais            | PLC   |
| Matapédia—Matane                 |                 | Pierre de Bané           | PLC   |
| Mégantic—Compton—Stanstead       |                 | Claude Tessier           | PLC   |
| Mercier                          |                 | Céline Hervieux-Payette  | PLC   |
| Missisquoi                       |                 | Heward Grafftey          | PC    |
| Montmorency                      |                 | Louis Duclos             | PLC   |
| Mont-Royal                       |                 | Pierre Trudeau           | PLC   |
| Notre-Dame-de-Grâce              |                 | Warren Allmand           | PLC   |
| Outremont                        |                 | Marc Lalonde             | PLC   |
| Papineau                         |                 | André Ouellet            | PLC   |
| Pontiac—Gatineau—Labelle         |                 | Thomas Lefebvre          | PLC   |
| Portneuf                         |                 | Rolland Dion             | PLC   |
| Québec-Est                       |                 | Gérard Duquet            | PLC   |
| Richelieu                        |                 | Jean-Louis Leduc         | PLC   |
| Richmond                         |                 | Alain Tardif             | PLC   |
| Rimouski                         |                 | Eudore Allard            | CS    |
| Roberval                         |                 | Charles-Arthur Gauthier  | CS    |
| Rosemont                         |                 | Claude-André Lachance    | PLC   |
| Saint-Denis                      |                 | Marcel Prud'homme        | PLC   |
| Saint-Henri—Westmount            |                 | Donald Johnston          | PLC   |
| Saint-Hyacinthe                  |                 | Marcel Ostiguy           | PLC   |
| Saint-Jacques                    |                 | Jacques Guilbault        | PLC   |
| Saint-Jean                       |                 | Paul-André Massé         | PLC   |
| Saint-Léonard—Anjou              |                 | Monique Bégin            | PLC   |
| Saint-Maurice                    |                 | Jean Chrétien            | PLC   |
| Saint-Michel                     |                 | Marie Thérèse Killens    | PLC   |
| Sainte-Marie                     |                 | Jean-Claude Malépart     | PLC   |
| Shefford                         |                 | Jean Lapierre            | PLC   |
| Sherbrooke                       |                 | Irénée Pelletier         | PLC   |
| Témiscamingue                    |                 | Henri Tousignant         | PLC   |
| Terrebonne                       |                 | Joseph-Roland Comtois    | PLC   |
| Trois-Rivières                   |                 | Claude G. Lajoie         | PLC   |
| Vaudreuil                        |                 | Harold Thomas Herbert    | PLC   |
| Verchères                        |                 | Bernard Loiselle         | PLC   |
| Verdun                           |                 | Pierre Raymond Savard    | PLC   |

### Saskatchewan
| Circonscription             | Circonscription | Nom                | Parti |
| --------------------------- | --------------- | ------------------ | ----- |
| Assiniboia                  |                 | Leonard Gustafson  | PC    |
| Humboldt—Lake Centre        |                 | George Richardson  | PC    |
| Kindersley—Llyodminster     |                 | Bill McKnight      | PC    |
| Mackenzie                   |                 | Stanley Korchinski | PC    |
| Moose Jaw                   |                 | Douglas Neil       | PC    |
| Prince Albert               |                 | John Diefenbaker   | PC    |
| Prince Albert               |                 | Stanley Hovdebo    | NPD   |
| Qu'Appelle—Moose Mountain   |                 | Alvin Hamilton     | PC    |
| Regina-Est                  |                 | Simon De Jong      | NPD   |
| Regina-Ouest                |                 | Leslie Benjamin    | NPD   |
| Saskatoon-Est               |                 | Robert Ogle        | NPD   |
| Saskatoon-Ouest             |                 | Ray Hnatyshyn      | PC    |
| Swift Current—Maple Creek   |                 | Frank Hamilton     | PC    |
| The Battlefords—Meadow Lake |                 | Terry Nylander     | PC    |
| Yorkton—Melville            |                 | Lorne Nystrom      | NPD   |

### Terre-Neuve
| Circonscription                | Circonscription | Nom                                        | Parti |
| ------------------------------ | --------------- | ------------------------------------------ | ----- |
| Bonavista—Trinity—Conception   |                 | Dave Rooney                                | PLC   |
| Burin—St. George's             |                 | Donald Jamieson (démissionne)              | PLC   |
| Burin—St. George's             |                 | Roger Simmons (élection partielle en 1979) | PLC   |
| Gander—Twillingate             |                 | George Baker                               | PLC   |
| Grand Falls—White Bay—Labrador |                 | Bill Rompkey                               | PLC   |
| Humber—Port au Port—St. Barbe  |                 | Fonse Faour                                | NPD   |
| St. John's-Est                 |                 | James McGrath                              | PC    |
| St. John's-Ouest               |                 | John Crosbie                               | PC    |

### Territoires du Nord-Ouest
| Circonscription | Circonscription | Nom            | Parti |
| --------------- | --------------- | -------------- | ----- |
| Nunatsiaq       |                 | Peter Ittinuar | NPD   |
| Western Arctic  |                 | Dave Nickerson | PC    |

### Yukon
| Circonscription | Circonscription | Nom          | Parti |
| --------------- | --------------- | ------------ | ----- |
| Yukon           |                 | Erik Nielsen | PC    |

## Sources
- Site web du Parlement du Canada

- (en) Cet article est partiellement ou en totalité issu de l’article de Wikipédia en anglais intitulé « 31st Canadian Parliament » (voir la liste des auteurs).